# 柯河乡
柯河乡，是中华人民共和国四川省阿坝藏族羌族自治州阿坝县下辖的一个乡。

## 行政区划
柯河乡下辖以下地区：
茸昆村、色日村、尼门达村和伊俄村。